# Quim Monzó
Quim Monzó (n. 24 martie 1952, Barcelona, Catalonia, Spania) este un scriitor și jurnalist catalan. Monzó scrie în limba catalană și în limba spaniolă.

## Biografie
La începutul anilor 1970 Monzó a scris reportaje despre Vietnam, Cambogia, Irlanda de Nord și Africa Oceanului Indian pentru ziare din Barcelona. Apoi a scris cronici din Praga și București în timpul căderii comunismului, despre alegerile prezidențiale din Statele Unite, despre Israel în timpul celei de-a doua 'intifada'...  Articolele sale jurnalistice și povestirile sunt pline de ironie. Unul dintre volumele sale de colecții de articole Catorze ciutats comptant-hi Brooklyn, este remarcabilă datorită descrierii orașului New York imediat după 11 septembrie În anul 2007 i s-a solicitat să scrie discursul inaugural al Târgului de Carte de la Frankfurt (Germania), în care invitată a fost cultura catalană. Publică o rubrică zilnică extrem de citită în La Vanguardia.

## Opere
A scris primul roman în anul 1976. La începutul anilor 80 a locuit la New York cu o bursă pentru a studia proza contemporană din America de Nord. A avut colaborări asidue la radio și televiziune. Împreună cu Cuca Canals a scris dialogurile pentru filmul Jamón jamón, regizat pentru marele ecran de Bigas Luna. A scris o singură piesă de teatru: El tango de Don Joan, cu Jérôme Savary.
A publicat romane, volume de culegeri de povestiri și articole. Cărțile sale sunt traduse în peste douăzeci de limbi. A primit diverse premii: premiul Prudenci Bertrana pentru cel mai bun roman, premiul El Temps pentru cel mai bun roman, premiul Ciutat de Barcelona pentru cel mai bun prozator, premiul Lletra d'Or, premiul Maria Àngels Anglada, Premiul Național pentru Literatură și de patru ori Premiul Criticii acordat de Serra d'Or.

## Lucrări publicate

### Traduceri în limba română
- Guadalajara. Traducere din limba catalană și cuvânt înainte de Diana Moțoc (Editura Maronia, București, 2004) ISBN 973-8200-66-0

### Romane și povestiri (în limba catalană)
- 1976: L'udol del griso al caire de les clavegueres
- 1977: Self Service, în colaborare cu Biel Mesquida.
- 1978: Uf, va dir ell
- 1980: Olivetti, Moulinex, Chaffoteaux et Maury
- 1983: Benzina
- 1985: L'illa de Maians
- 1989: La magnitud de la tragèdia
- 1993: El perquè de tot plegat
- 1996: Guadalajara
- 1999: Vuitanta-sis contes
- 2001: El millor dels mons
- 2003: Tres Nadals
- 2007: Mil cretins

### Volume de colecții de articole (în limba catalană)
- 1984: El dia del senyor
- 1987: Zzzzzzzz
- 1990: La maleta turca
- 1991: Hotel Intercontinental
- 1994: No plantaré cap arbre
- 1998: Del tot indefens davant dels hostils imperis alienígenes
- 2000: Tot és mentida
- 2003: El tema del tema
- 2004: Catorze ciutats comptant-hi Brooklyn
- 2010: Esplendor i glòria de la Internacional Papanates